# Shenley
Shenley es una parroquia civil y un pueblo del distrito de Hertsmere, en el condado de Hertfordshire (Inglaterra).

## Geografía
Según la Oficina Nacional de Estadística británica, Shenley tiene una superficie de 13,74 km².

## Demografía
Según el censo de 2001, Shenley tenía 4548 habitantes (48,07% varones, 51,93% mujeres) y una densidad de población de 331 hab/km². El 24,36% eran menores de 16 años, el 69,13% tenían entre 16 y 74, y el 6,51% eran mayores de 74. La media de edad era de 34,68 años. Del total de habitantes con 16 o más años, el 27,06% estaban solteros, el 58,11% casados, y el 14,83% divorciados o viudos.
El 86,52% de los habitantes eran originarios del Reino Unido. El resto de países europeos englobaban al 5,21% de la población, mientras que el 8,27% había nacido en cualquier otro lugar. Según su grupo étnico, el 91,14% eran blancos, el 2,44% mestizos, el 3,34% asiáticos, el 1,41% negros, el 0,95% chinos, y el 0,73% de cualquier otro. El cristianismo era profesado por el 64,42%, el budismo por el 0,64%, el hinduismo por el 1,56%, el judaísmo por el 12,14%, el islam por el 1,21%, el sijismo por el 0,44%, y cualquier otra religión por el 0,57%. El 11,79% no eran religiosos y el 7,23% no marcaron ninguna opción en el censo.
Había 1675 hogares con residentes, 27 vacíos, y 3 eran alojamientos vacacionales o segundas residencias.